# Fleet Hargate
Fleet Hargate – wieś w Anglii, w hrabstwie Lincolnshire, w dystrykcie South Holland. Leży 63 km na południowy wschód od Lincoln i 145 km na północ od Londynu.
Miejscowość liczy 838 mieszkańców.